# Champillet
Champillet település Franciaországban, Indre megyében. Lakosainak száma 126 fő (2022. január 1.). Champillet Feusines, Montlevicq, La Motte-Feuilly, Néret és Urciers községekkel határos.

## Népesség
A település népességének változása:
| Lakosok száma | 190  | 168  | 144  | 166  | 154  | 160  | 153  | 137  | 133  | 126  |
|               | 1968 | 1982 | 1990 | 2006 | 2013 | 2015 | 2017 | 2019 | 2020 | 2022 |